# CeBIT

Logoul târgului CeBIT

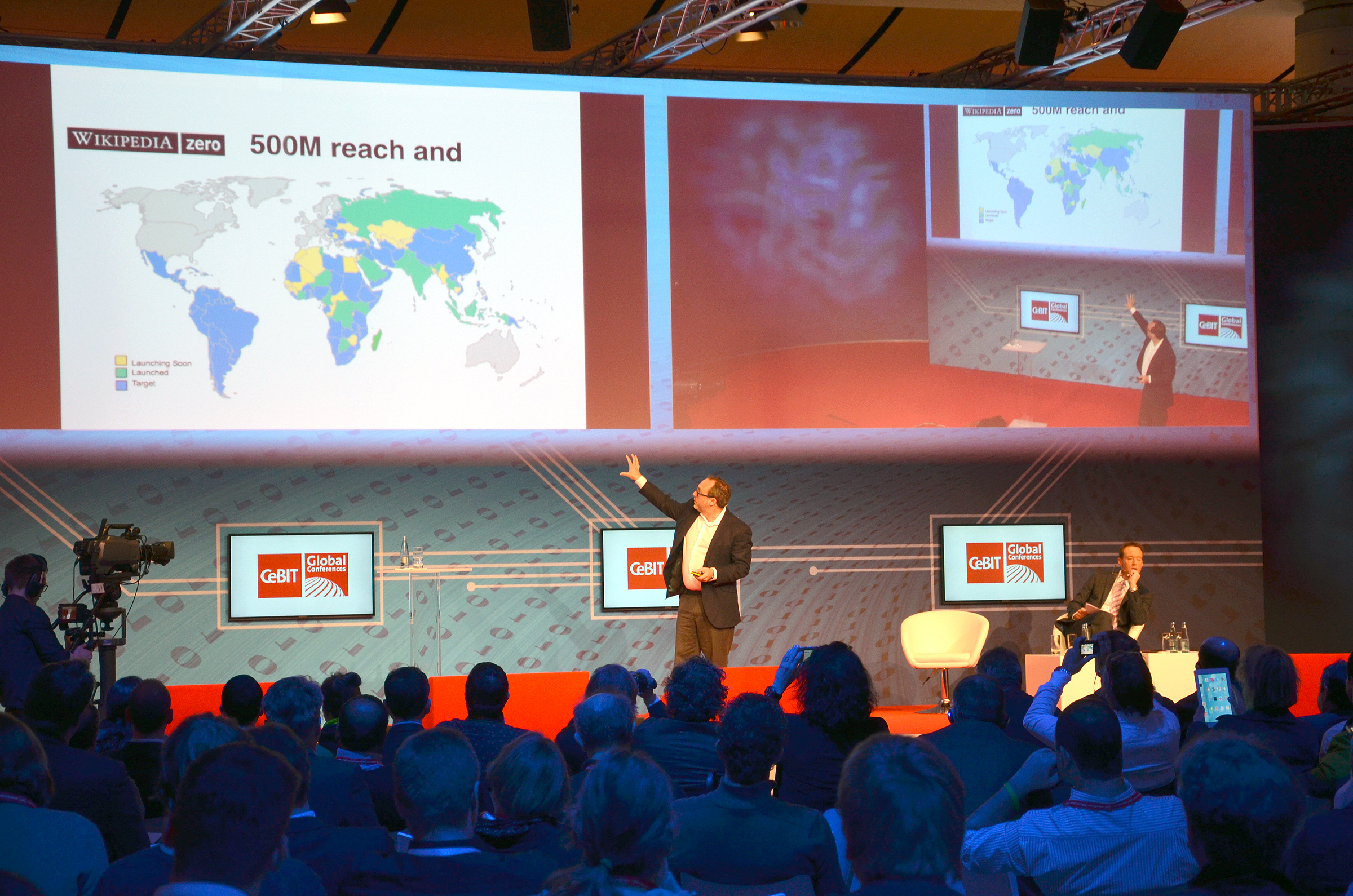
Jimmy Wales 2014 on CeBIT Global Conferences, Wikipedia Zero

CeBIT, [ pron. țebit ], este un acronim din germană de la Centrum für Büroautomation, Informationstechnologie und Telekommunikation, traducere: Centru pentru birotică, tehnologia informației  și telecomunicații, inițial Centrum der Büro- und Informationstechnik. CeBIT a fost cel mai mare târg internațional de IT și tehnologia calculatoarelor din lume. Începând din 1986 până în 2018 a avut loc anual la Hanovra în Germania. Organizatorul târgului a fost compania germană Deutsche Messe AG (DMAG).
Târgul s-a ținut în primul rând pentru a prezenta firmelor cliente ultimele noutăți tehnologice de pe piața IT, dar și pentru a permite publicului larg să se informeze. 
A nu se confunda târgul CeBIT cu Târgul Hanovra (Hannover Messe), cel mai mare târg internațional industrial din lume, care se ține tot la Hanovra, și tot anual.

## CeBIT în anii trecuți
Ediția din 2005 a salonului a atras 480.000 de vizitatori, iar recordul absolut de 850.000 de vizitatori a fost înregistrat la ediția din 2001.

## CeBIT 2011
CeBIT 2011 a avut loc între 1 martie - 5 martie 2011 în Hanovra. Au expus circa 4.200 de companii din domeniu, printre care și cele mai mari companii din lume americane, engleze, franceze, sud-coreene, japoneze etc. Deschiderea lui CeBIT 2011 s-a făcut de către prim-miniștrii Germaniei și Turciei, Angela Merkel și Recep Tayyip Erdoğan.
O temă principală a fost deplasarea activităților IT de la centrele de calcul individuale la cele mai noi posibilități și tehnologii ale Internetului din categoria Cloud computing. Târgul a avut 4 zone: Pro (clienți profesioniști instituționali), Gov (administrații guvernamentale ale statelor), Lab (cercetare) și Live (utilizatori privați).
O inovație tehnologică demonstrată în public la CeBIT 2011 au fost de exemplu telefoane mobile de tip smartphone cu afișare în 3D, fără ochelari speciali, telefoane care au și posibilitatea de a fotografia și chiar filma în 3D.

### Rezultate economice
Succesul târgului este măsurat de organizatori în primul rând după volumul total de contracte comerciale încheiate în cadrul târgului pe baza noilor produse expuse.
CeBIT 2011 a fost vizitat în total de 339.000 persoane din 90 de țări ale globului, cu 5.000 mai mult decât cu un an înainte, la CeBIT 2010. Au expus mai mult de 4.200 de companii din domeniu, cu 50 mai mult decât anterior. Vizitatorii cei mai importanți d.p.d.v. economic au fost circa 500 de achizitori de la mari companii, care investesc anual circa 50 miliarde de euro în tehnologia informației. Volumul total al contractelor încheiate a fost mulțumitor, astfel încât se apreciază că târgul, mai exact întreprinderea care îl organizează, a depășit criza economică.

## CeBIT 2012
CeBIT 2012 a avut loc între 6 martie - 10 martie 2012 în Hanovra. Au expus peste 4.200 de companii din domeniu, din 70 de țări. Deschiderea s-a făcut de către Angela Merkel, cancelara Germaniei, și Dilma Rousseff, președinta Braziliei.
Tema principală din acest an este mărirea siguranței și securității datelor în Internet și la procedeele de Cloud computing, absolut necesare pentru recâștigarea încrederii utilizatorilor (după ieșirea la iveală a unor abuzuri și ilegalități majore ale unor importanți furnizori de servicii din web).